# Princ

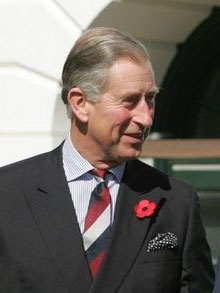
Britský král Karel III. držel před svým nástupem na trůn titul prince z Walesu

Princ je titul označující mužské potomky císaře, krále, velkovévody, vévody, knížete a lantkraběte. V některých případech se mohlo označení „princ“ vztahovat i na syny hraběte, a to za předpokladu, že se jednalo o rod samostatně vládnoucí na určitém území. Pro ženu stejného stupně jako princ se užívá titulu princezna.
Titul „princ/princezna“ se tedy vztahuje na potomky panovnického rodu, a to tak, že princem či princeznou jsou nejen děti panovníka nebo panovnice, ale i jeho/její bratři a jejich děti, v moderním pojetí pak i jeho/její sestry a jejich děti. V důsledku početnosti potomků panovnických rodů bylo zapotřebí zvýraznit postavení následníka úřadujícího panovníka, proto bylo zavedeno označení korunní princ.
Označení „princ/princezna“ mnohdy symbolizuje ztělesnění mladého a morálního jednání.

## Neformální titul
Titul „princ/princezna“ byl nebo doposud je v některých zemích používán jen jako neformální označení členů panovnických rodin. Ve Francii se pod tímto označením rozuměli členové královské rodiny, kteří však měli své vlastní, specifické tituly. Tedy nikoliv princ, ale například „dauphin“ – následník trůnu, „le duc d’Anjou“ (vévoda z Anjou), „le comte d’Artois“ (hrabě z Artois) apod. Ve Španělsku princům a princeznám královské krve náleží označení, které se do češtiny překládá jako „infant/infantka“, a následník trůnu má titul kníže/kněžna z Asturie.

## Habsburské soustátí
V habsburském soustátí, jehož součástí byly i české země, náležel synům římského, resp. rakouského císaře titul „Erzherzog“, který je do češtiny překládán buď jako arcikníže (do roku 1804), nebo arcivévoda (od vzniku Rakouského císařství). Titul „princ/princezna“ náležel v 19. století potomkům mediatizovaných knížecích rodů a těch, kterým se mediatizace vyhnula (Lichtenštejnsko). Nově udělené knížecí tituly pak byly spojovány převážně s hlavou rodu a jejich potomci měli titul „hrabě/hraběnka“. Titul „princ/princezna“ tak náležel potomkům a členům vybraných knížecích rodin a v rakouské hierarchii zastával postavení výše než hrabě a níž než kníže.

## Velká Británie
Britský šlechtický systém je od středoevropského značně odlišný.[zdroj?] Oficiální titul „princ/princezna“ se dá do češtiny přeložit jako „kníže/kněžna“. Pojí se vždy (alespoň formálně) s jistým územím. Příkladem může být kníže z Walesu („The Prince of Wales“), který je vyhrazen následníkům trůnu. Fakticky vzato je tedy titul princ Charles nutno překládat jako kníže Charles (resp. Karel). Nejstarší dcera královny Alžběty II., Anna, užívá titul „královská princezna“ („The Princess Royal“), který bývá udělován nejstarším dcerám britského panovníka.

## Korunní princové a princezny
Korunní princ či princezna je zpravidla neformální titul, označujícího následníka či následnici trůnu bez ohledu na jeho oficiální titul. Korunním princem tak byl rakouský arcivévoda Rudolf (syn Františka Josefa I.), stejně jako současný britský princ William, ačkoli jeho anglický titul Prince je ve skutečnosti kníže William, Prince of Wales).

## Pohádková postava
Princové a princezny jsou oblíbenými postavami z oblasti lidové slovesnosti, také proto se dost často vyskytují zejména v pohádkách nebo v pověstech. Odtud se pak tyto postavy dostaly i do moderních hraných literárně-dramatických a audiovizuálních děl (např. do filmových nebo televizních pohádek).